# カゼインキナーゼ2
カゼインキナーゼ2（英: casein kinase 2、略称: CK2/CSNK2、EC 2.7.11.1）は、細胞周期の制御、DNA修復、概日リズムの調節や他の細胞機能への関与が示唆されているセリン/スレオニンキナーゼである。CK2の調節異常は腫瘍形成と関連付けられており、変異細胞に対する保護機能を持っている可能性がある。CK2を完全にノックアウトした動物モデルの作製には成功しておらず、CK2が適切に機能することは細胞の生存に必須である。

## 構造

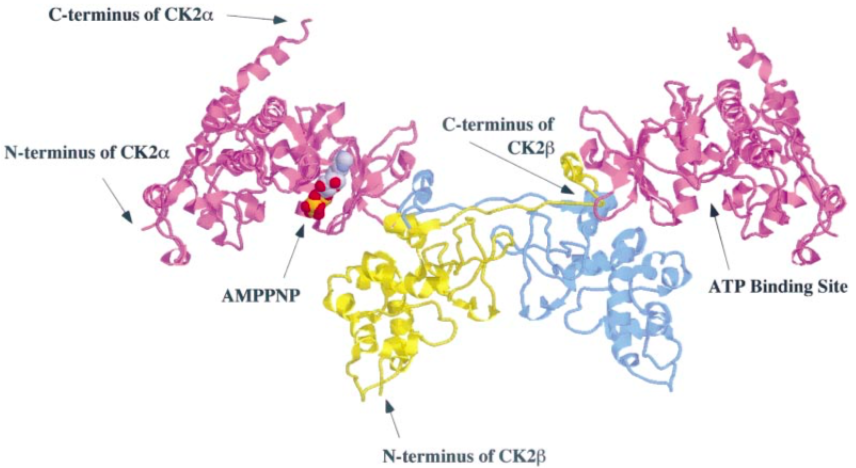
2つのαサブユニットと2つのβサブユニットからなるCK2四量体のリボン図

一般的にCK2は2つのαサブユニットと2つのβサブユニットからなる四量体として存在している。αサブユニットにはα（42 kDa）とα'（38 kDa）があり、βサブユニット（28 kDa）には1種類のアイソフォームしか存在しない。触媒作用を持つαサブユニットは、四量体中にホモ（αとα、α'とα'）で存在する場合もヘテロ（αとα'）で存在する場合もある。他の生物ではβサブユニットに他のアイソフォームが存在することもあるが、ヒトでは存在しない。
調節機能を持つβサブユニットはαサブユニットの触媒活性に必須ではないが、βサブユニットの存在によってCK2の特定の基質に対する活性に影響が生じることもある。αとα'には機能的な差異が存在することが示されているが、その具体的機構は完全には理解されていない。例として、カスパーゼ3はαを含む四量体よりもα'を含む四量体によって選択的にリン酸化が行われる。

## 機能
CK2は細胞内のさまざまな経路の基質のリン酸化を担うプロテインキナーゼであり、ATPまたはGTPをリン酸基の供給源として利用することができる。CK2は、細胞の成長・増殖とアポトーシスの抑制とに関与する二重の機能を持つタンパク質である。CK2のアポトーシス抑制機能は細胞周期を継続させるもので、G1期とS期、G2期とM期の間のチェックポイントの通過に必要とされる。この機能は、タンパク質のカスパーゼ切断部位の隣接部位をリン酸化し、カスパーゼの作用を防ぐことによって行われている。また、CK2は薬剤誘導性のアポトーシスに対しても同様の手法で保護を行うが、その機構は良く理解されていない。アポトーシス抑制機能の検証にはαサブユニットとα'サブユニットのノックダウンが利用されている。
DNA損傷修復経路と複数のストレスシグナル応答経路にも、CK2によって調節される重要なリン酸化過程が存在する。その例としてはp53やMAPKが挙げられ、いずれもそれぞれの細胞経路で多くの相互作用を調節する。
αサブユニットに特有の機能も存在し、α'サブユニットを持たないマウスでは形成中の精子に形態学的異常が生じる。

## 調節
CK2の標的は主に核内タンパク質であるが、CK2自身は核と細胞質の双方に位置している。CK2の活性はWntシグナル伝達経路の活性化によって活性化されることが報告されている。百日咳毒素感受性Gタンパク質とDishevelledは、Wntを介したFrizzled受容体の活性化とCK2の活性化を仲介しているようである。CK2の機能と局在は複雑であり、このタンパク質の調節にはさらなる研究が必要である。

## 腫瘍形成における役割
CK2によって性質が変化する基質は多数存在するが、その多くが乳がん、肺がん、大腸がん、前立腺がんで増加している。がん細胞での濃度の増加は細胞の生存可能性を高める役割があると推測され、これらの多くが活性化にCK2を必要とする。また、CK2のアポトーシス抑制機能によって、がん細胞は細胞死を逃れて細胞増殖を継続できるようになる。CK2は細胞周期の調節にも関与するため、CK2は通常ならば停止するべき細胞周期を進行させている可能性がある。これらは、CK2の抗がん剤標的としての可能性を示している。他の強力な抗がん剤療法と併用することで、CK2阻害剤は薬剤誘導性のアポトーシスが正常に起こるようにし、他の治療法の奏効性を上げる効果がある可能性がある。

## サブユニットの情報
| casein kinase 2, alpha 1 polypeptide （αサブユニット） | casein kinase 2, alpha 1 polypeptide （αサブユニット） |
| 識別子                                                 | 識別子                                                 |
| ------------------------------------------------------ | ------------------------------------------------------ |
| 略号                                                   | CSNK2A1                                                |
| Entrez                                                 | 1457                                                   |
| HUGO                                                   | 2457                                                   |
| OMIM                                                   | 115440                                                 |
| RefSeq                                                 | NM_001895                                              |
| UniProt                                                | P68400                                                 |
| 他のデータ                                             |                                                        |
| EC番号 (KEGG)                                          | 2.7.11.1                                               |
| 遺伝子座                                               | Chr. 20 p13                                            |
| テンプレートを表示                                     |                                                        |

| casein kinase 2, alpha prime polypeptide （α'サブユニット） | casein kinase 2, alpha prime polypeptide （α'サブユニット） |
| 識別子                                                      | 識別子                                                      |
| ----------------------------------------------------------- | ----------------------------------------------------------- |
| 略号                                                        | CSNK2A2                                                     |
| Entrez                                                      | 1459                                                        |
| HUGO                                                        | 2459                                                        |
| OMIM                                                        | 115442                                                      |
| RefSeq                                                      | NM_001896                                                   |
| UniProt                                                     | P19784                                                      |
| 他のデータ                                                  |                                                             |
| EC番号 (KEGG)                                               | 2.7.11.1                                                    |
| 遺伝子座                                                    | Chr. 16                                                     |
| テンプレートを表示                                          |                                                             |

| casein kinase 2, beta polypeptide （βサブユニット） | casein kinase 2, beta polypeptide （βサブユニット） |
| 識別子                                              | 識別子                                              |
| --------------------------------------------------- | --------------------------------------------------- |
| 略号                                                | CSNK2B                                              |
| Entrez                                              | 1460                                                |
| HUGO                                                | 2460                                                |
| OMIM                                                | 115441                                              |
| RefSeq                                              | NM_001320                                           |
| UniProt                                             | P67870                                              |
| 他のデータ                                          |                                                     |
| EC番号 (KEGG)                                       | 2.7.11.1                                            |
| 遺伝子座                                            | Chr. 6 p21.3                                        |
| テンプレートを表示                                  |                                                     |